# Emperatriz (telenovela)
Emperatriz je meksička telenovela čiji je producent Fides Velasco za TV kuću Azteca.

## Likovi

### Glavni likovi
- Emperatriz Jurado - Gabriela Španić
- Alejandro Miranda - Bernie Paz
- Justo Del Real - Sergio de Bustamante
- Esther Mendoza Del Real - Adriana Louvier
- Elisa Mendoza Del Real/Luna - Marimar Vega
- Elena Mendoza Del Real - Miriam Higareda
- Perfecta Jurado - Julieta Egurrola
- Manuel Leon - Rafael Sanchez Navarro
- Graciela "Gata" Mendoza - Carmen Delgado
- Mauricio Gomez - Alberto Guerra
- Nicolas "Nico" Galvan Castillo - Jorge Alberti
- David - Erick Chapa
- Gonzalo Montalvan - Carlos Martinez
- Roberto Paredes - Rene Campero
- Augustina - Concepcion
- Lola - Dora Montero
- Coco Alvarez - Ana Karina Guevara
- Beto "Benito" Ramirez - Fabian Pena
- Consuelo - Alma Rosa Anorve
- Angela "Queimera" Galvan - Niurca Marcos
- Armando Mendoza - Omar Fierro